# 克勒珀尔斯哈根-法伦多夫
克勒珀尔斯哈根-法伦多夫是德国石勒苏益格－荷尔斯泰因州的一个市镇。总面积8.37平方公里，总人口1159人，其中男性579人，女性580人（2011年12月31日），人口密度138人/平方公里。